# Mateves
Mateves ist ein Verwaltungsbezirk (Ward) des Distrikts Arusha DC in der tansanischen Region Arusha. Er grenzt im Norden an den Bezirk Musa, im Osten an Olmoty, im Südosten an Laroi, im Südwesten an Moita und im Westen an Kisongo.

## Geografie
Mateves liegt im Norden von Tansania, an der westlichen Stadtgrenze von Arusha. Es ist ein schmaler Bezirk mit Nord-Süd-Ausdehnung zu beiden Seiten der Nationalstraße T5. Das Gebiet ist hügelig und liegt in rund 1300 Meter Seehöhe, daraus ragen einige alte Vulkankegel. Deren markantester ist der Loljoro mit 1585 Metern Höhe.
Das Klima in Mateves ist gemäßigt warm, Cwa nach der effektiven Klimaklassifikation. Die durchschnittlich 1185 Millimeter im Jahr fallen überwiegend in den Monaten November bis April, die Monate Juni bis September sind trocken. Die Durchschnittstemperatur schwankt zwischen 17,1 Grad Celsius im Juli und 22,9 Grad im Februar.
Der Bezirk hat eine Fläche von 35 Quadratkilometern. Bei der Volkszählung 2022 lebten hier 23.287 Menschen in 7556 Haushalten.

## Gliederung
Der Bezirk besteht aus zwei Gemeinden (Mtaa) mit acht Orten (Kitongoji):
| Ngorbob - Kambi Ya Maziwa - Sovoyo - Ematasia - Orngioswa - Olkaria | Lemugur - Nguluvani - Engikaret - Sarovo |

## Wirtschaft und Infrastruktur
- Gesundheit: Im Bezirk liegen zwei öffentliche Apotheken, je eine in Mateves[9] und in Ngorbob.[10]
- Bildung: Die Mateves Secondary School ist eine staatliche Tagesschule, die Jugendliche bis zur 4. Stufe ausbildet.[11]
- Verkehr: Die wichtigste Straße ist die asphaltierte Nationalstraße T5, die nach Osten nach Arusha und nach Westen zum Manyara-See führt.[12]